# Präsidentenbibliothek
Eine Präsidentenbibliothek ist in den Vereinigten Staaten ein Gebäude, in dem die Amtszeit eines ehemaligen Präsidenten dokumentiert wird. Die heutigen Bibliotheken bilden ein landesweites Netzwerk, das vom Amt für die Präsidentenbibliotheken (Office of Presidential Libraries) verwaltet wird. Dies ist wiederum ein Teil der Verwaltung der National Archives and Records Administration (NARA).
Die Tradition wurde von Herbert Hoover begründet, dessen Amtszeit 1933 endete. Es handelt sich dabei nicht um traditionelle Bibliotheken, sondern um Archive, in denen Papiere, Aufzeichnungen und andere historische Materialien des jeweiligen Präsidenten aufbewahrt werden. Sie sind auch der Öffentlichkeit zugänglich.

## Überblick
Jeder Präsident der Vereinigten Staaten hat eine Präsidentenbibliothek, meist in seinem Geburtsstaat oder zumindest in seinem Wirkungskreis, in der Dokumente, Artefakte und Anschauungsmaterialien aufbewahrt werden, die zu seiner früheren Präsidentenkarriere in Beziehung stehen. Jede Bibliothek enthält außerdem ein Museum und betreibt öffentliche Programme. Wenn ein Präsident das Amt verlässt, errichtet die NARA ein neues Präsidentenprojekt, bis eine neue Präsidentenbibliothek gebaut und der Bundesregierung übereignet worden ist.
Das System der Präsidentenbibliotheken besteht derzeit aus 13 Bibliotheken. Daneben existieren Bibliotheken zu einigen Präsidenten vor Hoover, die nicht unter Verwaltung der National Archives and Records Administration stehen, und auch die Jefferson Davis Presidential Library, die nicht zum System der Präsidentenbibliotheken gehört, da Jefferson Davis Präsident der Konföderierten Staaten von Amerika war.

## Geschichte
Bevor es das System der Präsidentenbibliotheken gab, haben die Präsidenten oder ihre Erben die Dokumente nach dem Ende ihrer Regierung verteilt. Obwohl viele Sammlungen vor Hoover sich jetzt in der Library of Congress befinden, sind andere auf viele Bibliotheken, historische Gesellschaften und private Sammlungen verteilt. Es gingen viele Materialien verloren oder wurden vernichtet.
Das System der Präsidentenbibliotheken begann offiziell 1939, als Präsident Franklin D. Roosevelt seine persönlichen und präsidentiellen Dokumente der Bundesregierung schenkte. Gleichzeitig vermachte Roosevelt einen Teil seines Grundvermögens in Hyde Park (New York) den Vereinigten Staaten und Freunde des Präsidenten gründeten eine Non-Profit-Organisation, um Mittel für den Bau einer Bibliothek und eines Museums zu beschaffen. Roosevelts Entscheidung beruhte auf der Überzeugung, dass die Dokumente des Präsidenten ein bedeutender Teil des nationalen amerikanischen Erbes seien und der Öffentlichkeit zugänglich gemacht werden sollten. Er bat die nationalen Archive, die Dokumente und andere historische Materialien zu verwahren und seine Bibliothek zu verwalten.
1950 entschied Harry S. Truman, dass er ebenfalls eine Bibliothek bauen würde, um die Dokumente des Präsidenten zu beherbergen und bemühte sich um gesetzgebende Verfahren im Kongress. 1955 erließ der Kongress den Presidential Libraries Act, womit ein System privat errichteter und bundesstaatlich betriebener Bibliotheken geschaffen wurde. Die Resolution ermutigte andere Präsidenten, ihre historischen Materialien der Regierung zu schenken und sicherte die Erhaltung dieser Dokumente und Zugänglichkeit für die Öffentlichkeit. Nach dieser und weiteren Akten des Kongresses wurden weitere Bibliotheken errichtet. In jedem Einzelfall stellten private und nicht-föderale öffentliche Quellen die Mittel zum Bau der Bibliothek. Nach der Fertigstellung übergaben die privaten Organisationen die Büchereien der Verwaltung der nationalen Archive und Dokumente (National Archives and Records Administration, NARA) zum Betrieb und Erhalt.
Bis 1978 waren Präsidenten, Gelehrte und Juristen der Auffassung, die seit George Washington galt, dass die Aufzeichnungen, die der Präsident oder sein Stab während seiner Amtszeit geschaffen hatten, persönliches Eigentum des Präsidenten seien und von ihm mitgenommen werden konnten, wenn er das Amt abgab. Die ersten Präsidentenbibliotheken wurden mit dieser Rechtsauffassung gegründet. NARA überzeugte die Präsidenten erfolgreich, ihre historischen Materialien der Bundesregierung zu stiften, um sie in einer durch die NARA verwalteten Bibliothek zu bewahren.
Das „Gesetz über die Aufzeichnungen des Präsidenten“ (Presidential Records Act) von 1978 verfügte, dass die Aufzeichnungen des Präsidenten, die die konstitutionellen, gesetzlichen und zeremoniellen Pflichten des Präsidenten dokumentieren, Eigentum der Regierung der Vereinigten Staaten seien. Nachdem ein Präsident sein Amt abgibt, nimmt der Archivar der Vereinigten Staaten die Dokumente in Verwahrung. Das Gesetz gestattet es, dass die Präsidentenbibliotheken weiterhin Aufbewahrungsort dieser Dokumente sind.
Das „Gesetz über die Aufzeichnungen des Präsidenten“ (Presidential Records Act) von 1986, in dem private Stiftungen gefordert wurden, die der Größe der Bibliothek entsprechen, änderte die Präsidentenbibliotheken wesentlich. Die NARA verwendet diese Stiftungen, um einen Teil der Unterhaltungskosten einer Bibliothek zu finanzieren.

## Bestände
Die Präsidentenbibliotheken halten über 400 Millionen Seiten Textdokumente, fast 10 Millionen Fotografien, mehr als 5000 km Film, beinahe 100.000 Stunden Audio- und Videoaufzeichnungen und ungefähr eine halbe Million Museumsobjekte. Diese vielfältigen Bestände machen jede Bibliothek zu einer wertvollen Quelle für Informationen und zu einem Zentrum für Forschungen zu einer Präsidentschaft.
Die wichtigsten Texte in jeder Bibliothek sind diejenigen, die vom Präsidenten und seinem Stab bei der Durchführung seiner offiziellen Aufgaben geschaffen worden sind. Die Bibliotheken enthalten außerdem viele Museumsobjekte, einschließlich Familienerbstücke, Gegenstände, die durch den Präsidenten oder seine Familie gesammelt wurden, Wahlkampfsouvenirs, Preise und die vielen Geschenke, die dem Präsidenten von amerikanischen Bürgern oder ausländischen Würdenträgern gemacht wurden. Diese Geschenke reichen von Handarbeiten bis zu wertvollen Kunstwerken. Kuratoren in den Präsidentenbibliotheken und andere Museen nutzen diese Sammlungen für historische Ausstellungen.
Andere wichtige Bestände sind die persönlichen Papiere und historischen Materialien, die von Einzelpersonen, die mit dem Präsidenten in Verbindung standen, gestiftet worden sind. Zu diesen Personen gehören Kabinettsmitglieder, Gesandte zu fremden Regierungen, Parteifreunde, die Familie des Präsidenten und persönliche Freunde. Verschiedene Bibliotheken haben mündliche Geschichtsprogramme aufgelegt, die Tonbandmemoiren geliefert haben. Ein drittes Volumen an Beständen sind die Dokumente, die ein Präsident vor oder nach seiner Präsidentschaft angesammelt hat. Solche Sammlungen beinhalten Dokumente, die Roosevelts Zeit als Gouverneur von New York betreffen und Dwight D. Eisenhowers lange militärische Karriere.
Jeder Präsident seit Hoover wurde oder wird nach eigenem Willen bei seiner Präsidentenbibliothek beigesetzt. Ausnahmen sind John F. Kennedy und Lyndon B. Johnson. Kennedy ist auf dem Arlington National Cemetery begraben, Johnson auf seiner Ranch in seinem familiären Hügelland in Texas.

## Übersicht
|       | US-Präsident          | Bibliothek                                            | Ort                         | Eröffnung         | URL | Bild |
| ----- | --------------------- | ----------------------------------------------------- | --------------------------- | ----------------- | --- | ---- |
| 6     | John Quincy Adams     | Stone Library at Adams National Historical Park       | Quincy, Massachusetts       |                   |     |      |
| 16    | Abraham Lincoln       | Abraham Lincoln Presidential Library                  | Springfield, Illinois       |                   |     |      |
| 18    | Ulysses S. Grant      | Ulysses S. Grant Presidential Library                 | Starkville, Mississippi     |                   |     |      |
| 19    | Rutherford B. Hayes   | Rutherford B. Hayes Presidential Center               | Fremont, Ohio               |                   |     |      |
| 25    | William McKinley      | William McKinley Presidential Library and Museum      | Canton, Ohio                |                   |     |      |
| 28    | Woodrow Wilson        | Woodrow Wilson Presidential Library                   | Staunton, Virginia          |                   |     |      |
| 30    | Calvin Coolidge       | Calvin Coolidge Presidential Library and Museum       | Northampton, Massachusetts  |                   |     |      |
| 31    | Herbert Hoover        | Herbert Hoover Presidential Library and Museum        | West Branch, Iowa           | 10. August 1962   |     |      |
| 32    | Franklin D. Roosevelt | Franklin D. Roosevelt Presidential Library and Museum | Hyde Park, New York         | 30. Juni 1941     |     |      |
| 33    | Harry S. Truman       | Harry S. Truman Presidential Library and Museum       | Independence, Missouri      | 6. Juli 1957      |     |      |
| 34    | Dwight D. Eisenhower  | Eisenhower Presidential Center                        | Abilene, Kansas             | 1. Mai 1962       |     |      |
| 35    | John F. Kennedy       | John F. Kennedy Presidential Library and Museum       | Boston, Massachusetts       | 20. Oktober 1979  |     |      |
| 36    | Lyndon B. Johnson     | Lyndon Baines Johnson Library & Museum                | Austin, Texas               | 22. Mai 1971      |     |      |
| 37    | Richard Nixon         | Richard Nixon Library & Birthplace                    | Yorba Linda, Kalifornien    | 19. Juli 1990     |     |      |
| 38    | Gerald Ford           | Gerald R. Ford Presidential Library                   | Ann Arbor, Michigan         | 6. September 1982 |     |      |
| 39    | Jimmy Carter          | Jimmy Carter Library and Museum                       | Atlanta, Georgia            | 1. Oktober 1986   |     |      |
| 40    | Ronald Reagan         | Ronald Reagan Presidential Library                    | Simi Valley, Kalifornien    | 4. November 1991  |     |      |
| 41    | George Bush           | George Bush Presidential Library                      | College Station, Texas      | 6. November 1997  |     |      |
| 42    | Bill Clinton          | William J. Clinton Presidential Center & Park         | Little Rock, Arkansas       | 18. November 2004 |     |      |
| 43    | George W. Bush        | George W. Bush Presidential Center                    | Dallas, Texas               | 25. April 2013    |     |      |
| 44    | Barack Obama          | Obama Presidential Center                             | im Bau in Chicago, Illinois | geplant 2026      |     |      |
| 45 47 | Donald Trump          | Donald J. Trump Presidential Library                  | geplant                     |                   |     |      |
| 46    | Joe Biden             | Joseph R. Biden Jr. Presidential Library              | geplant                     |                   |     |      |

## Außerhalb der Vereinigten Staaten
Die Bundesrepublik Deutschland hat das System der Präsidentenbibliotheken im Ansatz übernommen, indem sie für herausragende deutsche Staatsmänner bislang sieben bundesunmittelbare Stiftungen des öffentlichen Rechts, die sogenannten Politikergedenkstiftungen, gründete. Diese sind die Otto-von-Bismarck-Stiftung in Friedrichsruh, die Stiftung Reichspräsident-Friedrich-Ebert-Gedenkstätte in Heidelberg, die Stiftung Bundeskanzler-Adenauer-Haus in Rhöndorf, die Stiftung Bundespräsident-Theodor-Heuss-Haus in Stuttgart, die Bundeskanzler-Willy-Brandt-Stiftung in Berlin, die Bundeskanzler-Helmut-Schmidt-Stiftung in Hamburg und die Bundeskanzler-Helmut-Kohl-Stiftung in Berlin.